# Miodrag Kojadinović
Miodrag Kojadinović (en serbio cirílico: Миодраг Којадиновић, pronunciación (IPA) /mǐɔdrag kojadǐːnɔʋitɕ/, nacido el 22 de noviembre de 1961) es un escritor de prosa, poeta, lingüista, traductor-intérprete, y teórico del género y la sexualidad serbo-canadiense. Según la costumbre española, sería "Kojadinović de Kojić", como escribe sobre su ascendencia en su  ensayo en la revista literaria Polja de Novi Sad en 2015.

## Participación académica
Él completó su formación académica en Canadá, Serbia y Hungría, trabajó en tres embajadas, en los medios de comunicación en Canadá y Holanda, llevó a cabo investigaciones en la Universidad de Utrecht, la Universidad de Ámsterdam (UvA), y Universidad de Oslo, donde Eduardo P. Archetti fue su mentor y enseñó en un programa de estudios de género en un instituto adscrito a la Universidad de Belgrado.
Desde 2005 trabaja como profesor en la República Popular de China, donde también utiliza una versión china de su nombre: 邝·妙谠 (en simplificado) y 鄺·妙讜 en chino mandarín tradicional, Miào Dǎng en pinyin; lit. "Consejo Generoso"), primero en la Universidad de Guangxi de Nanning, Región autónoma Zhuang de Guangxi, luego a un Colégio en Macao, y desde 2012 a Universidad Sun Yat-sen de Provincia de Cantón.

## Obra escrita
Miodrag Kojadinovic es políglota y escribe en inglés, serbio, holandés y francés y habla de dos docenas de otros idiomas europeos y asiáticos.
Él es mejor en las formas cortas, centrándose en historias cortas acerca de localidades, por ejemplo, Macau, en una colección mundial por los autores lusófonos y los autores con base en China (publicado en tres libros idénticos en chino, portugués e inglés), donde ganó el 1.er premio en inglés, Savamala el barrio antiguo de Belgrado (enlace roto disponible en Internet Archive; véase el historial, la primera versión y la última). (en serbio), Shanghai (en inglés), o Pamplona (en serbio), travellogues de Venecia, Manila, Malacca, Vietnam, etc, y en especial la poesía (incluyendo formas cortas como haiku), sino que ha publicado también el erotismo y la escritura académica.
Sus escritos han sido publicados en los Estados Unidos, Serbia (en serbio y húngaro), Canadá, España Rusia, los Países Bajos (en holandés e inglés), Eslovenia, India, China, Alemania, Macao, Francia, Montenegro, el Reino Unido, Australia y Croacia.
También ha editado la primera GLBT lector de estudios en el idioma serbio ( Čitanka istopolnih studija, 2001 (enlace roto disponible en Internet Archive; véase el historial, la primera versión y la última).), la primera gran obra sobre cuestiones no estándar extraños y de género en Belgrado (la próxima colección de papeles con el mismo tema se publicó solo en 2009, haciendo referencia a Čitanka. A pesar de que en sus propios escritos Miodrag Kojadinovic rechaza construccionismo social de los años 1990 y defiende la idea de un identidad homosexual esencialista largo de la historia, la colección de ensayos tiene a ambos lados del discurso, lo que permite al público serbio para explorar los conceptos en Serbia por primera vez.

## Otros Medios
Su vida nómada a través de los continentes es el tema del documental Double Exit, obra realizada por el guionista Kim Meijer para su máster en la Escuela de Artes de Utrecht, que se mostró en el Festival de Cine Internacional de Documentales de Ámsterdam, en 1996, así como en eventos en Budapest y Belgrado.
Su fotografía también ha aparecido en la prensa y en el internet.

## Selección de obras publicadas
- Autor
  - Kojadinović, Miodrag (2015). Under Thunderous Skies: Eight Tales of China Meeting Non-China. Earnshaw Books. ISBN 9789888273331
  - Kojadinović, Miodrag (2015). Érotiques Suprèmes. Choose the Sword Press. ISBN 9780692516690, que gana el Premio Literario Lambda en 2016.
  - Kojadinović, Miodrag (2004). Antinoj. Rende. ISBN 978-86-83897-26-1.
  - Kojadinović, Miodrag (2001). Čitanka istopolnih studija. Program istopolnih studija. ISBN 978-86-902605-1-5.

- Colaborador
  - das Letras, Rota, ed. (2013). Não há AMOR como o primeiro. PraiaGrande Edições. ISBN 978-99965-950-2-8.
  - Script Road, The, ed. (2013). First Things First. PraiaGrande Edições. ISBN 978-99965-950-1-1.
  - 雋文不朽, 澳門文學節, ed. (2013). 一生萬物. PraiaGrande Edições. ISBN 978-99965-950-3-5.
  - Bozović, Gojko, ed. (2013). Priče o Savamali. Arhipelag. ISBN 978-86-523-0084-6.
  - Bobić, Mirjana, ed. (2011). Antidepresiv. Ganeša klub. ISBN 978-86-84371-17-3.
  - Maderas, Linda, ed. (2005). Pažnja, dečaci rastu!. SIL. ISBN 978-86-83483-44-
  - Brown, Angela, ed. (2004). Mentsh. Alyson Publications. ISBN 978-1-55583-850-8.
  - Sheppard, Simon, ed. (2000). Rough Stuff. Alyson Publications. ISBN 978-1-55583-520-0.
  - Land, Kevin, ed. (2000). Unlimited Desires. BiPress. ISBN 978-0-9538816-0-4.
  - Hardeman, Rick, ed. (1998). Leuke Jongens, 2e druk. Prometheus. ISBN 978-90-5713-311-4.